# 2135 Aristaeus
Aristaeus (asteroide 2135, com a designação provisória 1977 HA) é um asteroide cruzador de Marte. Possui uma excentricidade de .5030704113073369 e uma inclinação de 23.0595º.
Este asteroide foi descoberto no dia 17 de abril de 1977 por Eleanor F. Helin e Schelte J. Bus em Palomar.